# Campeonato Mundial de Tiro con Arco al Aire Libre de 1997
El XXXIX Campeonato Mundial de Tiro con Arco al Aire Libre se celebró en Victoria (Canadá) entre el 17 y el 23 de agosto de 1997 bajo la organización de la Federación Internacional de Tiro con Arco (FITA) y la Federación Canadiense de Tiro con Arco.

## Medallistas

### Masculino
| Evento                    | Oro                                                    | Plata                                                       | Bronce                                                          |
| ------------------------- | ------------------------------------------------------ | ----------------------------------------------------------- | --------------------------------------------------------------- |
| Arco recurvo individual   | Kim Kyung-Ho Corea del Sur                             | Christophe Peignois · Bélgica                               | Jang Yong-Ho Corea del Sur                                      |
| Arco recurvo por equipo   | Kim Kyung-Ho Jang Yong-Ho Kim Bo-Ram Corea del Sur     | Martinus Grov · Bård Nesteng · Håkon Haakonsen · Noruega    | Balzhinima Tsyrempilov · Dmitri Palchej · Yuri Leontiev · Rusia |
| Arco compuesto individual | Dee Wilde Estados Unidos                               | Terry Ragsdale Estados Unidos                               | Clint Freeman Australia                                         |
| Arco compuesto por equipo | Tibor Ondrik · Antal Szokol · János Povázson · Hungría | Juan Sancho · José Ignacio Catalán · Antonio Cerra · España | Jean-Claude Lacerte · Brian Bagnall · Andy Fochuk · Canadá      |

### Femenino
| Evento                    | Oro                                                            | Plata                                                           | Bronce                                                   |
| ------------------------- | -------------------------------------------------------------- | --------------------------------------------------------------- | -------------------------------------------------------- |
| Arco recurvo individual   | Kim Du-Ri Corea del Sur                                        | Cornelia Pfohl · Alemania                                       | Kim Jo-Sun Corea del Sur                                 |
| Arco recurvo por equipo   | Kim Du-Ri Kim Jo-Sun Kang Hyun-Ji Corea del Sur                | Olena Sadovnycha · Lina Herasymenko · Tatiana Muntian · Ucrania | Deniz Günay Zehra Öktem Elif Altınkaynak Turquía         |
| Arco compuesto individual | Fabiola Palazzini · Italia                                     | Catherine Pellen Francia                                        | Jamie van Natta Estados Unidos                           |
| Arco compuesto por equipo | Fabiola Palazzini · Serena Pisano · Cristina Pernazza · Italia | Jamie van Natta Tara Swanney Michelle Ragsdale Estados Unidos   | Catherine Pellen Valérie Fabre Catherine Deburck Francia |

## Medallero
| Núm. | País           | Oro | Plata | Bronce | Total |
| ---- | -------------- | --- | ----- | ------ | ----- |
| 1    | Corea del Sur  | 4   | 0     | 2      | 6     |
| 2    | Italia         | 2   | 0     | 0      | 2     |
| 3    | Estados Unidos | 1   | 2     | 1      | 4     |
| 4    | Hungría        | 1   | 0     | 0      | 1     |
| 5    | Francia        | 0   | 1     | 1      | 2     |
| 6    | Alemania       | 0   | 1     | 0      | 1     |
| 6    | España         | 0   | 1     | 0      | 1     |
| 6    | Noruega        | 0   | 1     | 0      | 1     |
| 6    | Ucrania        | 0   | 1     | 0      | 1     |
| 11   | Australia      | 0   | 0     | 1      | 1     |
| 11   | Canadá         | 0   | 0     | 1      | 1     |
| 11   | Rusia          | 0   | 0     | 1      | 1     |
| 11   | Turquía        | 0   | 0     | 1      | 1     |
|      | TOTAL          | 8   | 8     | 8      | 24    |